# Miadanandriana
Miadanandriana är en ort i Madagaskar.   Den ligger i regionen Analamanga, i den centrala delen av landet, 29 km sydost om huvudstaden Antananarivo. Miadanandriana ligger 1 358 meter över havet och antalet invånare är 10 000.
Terrängen runt Miadanandriana är platt österut, men västerut är den kuperad. Miadanandriana ligger nere i en dal. Runt Miadanandriana är det ganska tätbefolkat, med 192 invånare per kvadratkilometer. Närmaste större samhälle är Manjakandriana, 13,1 km norr om Miadanandriana. I omgivningarna runt Miadanandriana växer huvudsakligen savannskog.